# 37. Infanterie-Brigade (Deutsches Kaiserreich)
Die 37. Infanterie-Brigade war ein Großverband der Preußischen Armee.

## Geschichte
Die 37. Infanterie-Brigade wurde am 11. Oktober 1866 in Oldenburg aufgestellt und hatte dort ihren Standort bis zum Ende des Ersten Weltkrieges.
Sie war Teil der 19. Division, die dem X. Armee-Korps, ebenfalls mit Sitz in Hannover, zugeordnet war.

### Gliederung
- 1867

Infanterie-Regiment „Freiherr von Sparr“ (3. Westfälisches) Nr. 16
Infanterie-Regiment „Herzog Friedrich Wilhelm von Braunschweig“ (Ostfriesisches) Nr. 78 und die Landwehr-Bataillone in Aurich, Lingen und Nienburg
- 1868 bis 1889

Ostfriesisches Infanterie Regiment Nr.78, Oldenburgisches Infanterie-Regiment Nr. 91
Ostfriesisches Landwehr-Regiment Nr.78, Oldenburgisches Landwehr-Regiment Nr.91
- 1889 bis 1914   3fNTAAAAcAAJ Illustrirte Kriegs-Chronik: Gedenkbuch an den Deutsch-Französischen Feldzug, J. J. Weber Leipzig, 1871

Wie vor, ohne die Landwehr-Regimenter Nr. 78 und 91
- Kriegsgliederung bei der Mobilmachung im August 1914

Wie vor
- Kriegsgliederung am 8. März 1918

Wie vor. Zusätzlich 1. Hannoversches Infanterie-Regiment Nr. 74, Braunschweigisches Husaren-Regiment Nr. 17 und  Maschinengewehr-Scharfschützen-Abteilung Nr.30

### Deutsch-Französischer Krieg 1870/1871
Im Deutsch-Französischen Krieg war die Brigade
an den Schlachten von Gravelotte, Bellevue Orléans, Schlacht bei Mars-la-Tour sowie an der Belagerung von Metz beteiligt.

### Erster Weltkrieg
Mit der Mobilmachung im August 1914 musste die Brigade das Brigade Ersatz Bataillon 37 aufstellen und wurde im Verband der 19. Division ausschließlich an der Westfront eingesetzt.
Zu den Kampfhandlungen, Gefechten und Schlachten siehe Kampfgeschehen der 19. Division.

### Brigadekommandeure
| Name                                         | Datum                                               |
| -------------------------------------------- | --------------------------------------------------- |
| Gustav von Fabeck                            | 30. Oktober 1866 bis 17. Juli 1870                  |
| Peter von Lehmann                            | 18. Juli 1870 bis 19. Januar 1871                   |
| Emil von Hacke (Vertretung)                  | 20. Januar 1871 bis 19. Juni 1871                   |
| Gebhard von Colomb                           | 20. Juni 1871 bis 22. Dezember 1872                 |
| Friedrich von Beckedorff                     | 23. Dezember 1872 bis 5. Juli 1876                  |
| Wolfgang von Hagen                           | 6. Juli 1876 bis 2. August 1876                     |
| Alwin von Loos                               | 3. August 1876 bis 17. Oktober 1881                 |
| Julius von Schmidt                           | 18. Oktober 1881 bis 10. Februar 1886               |
| Arthur von Leipziger                         | 11. Februar 1886 bis 7. März 1887                   |
| Ludwig am Ende                               | 8. März 1887 bis 21. März 1887                      |
| Conrad von Bartenwerffer                     | 22. März 1887 bis 31. März 1890                     |
| Albrecht von Roon                            | 1. April 1890 bis 16. Juni 1893                     |
| Walther von Beczwarzowski                    | 17. Juni 1893 bis 18. März 1896                     |
| Karl von Vietinghoff gen. Scheel             | 19. März 1896 bis 19. Juli 1897                     |
| Adolf von Fetter                             | 20. Juli 1897 bis 17. April 1901                    |
| Kurt von Sperling                            | 18. April 1901 bis 30. April 1904                   |
| Georg von Haslingen                          | 1. Mai 1904 bis 14. September 1905                  |
| Siegfried von Ende                           | 15. September 1905 bis 16. Dezember 1905            |
| Oskar von Maltzan von Wartenberg und Penzlin | 17. Dezember 1905 bis 16. Dezember 1908             |
| Conrad von Bärenfels-Warnow                  | 17. Dezember 1908 bis 24. Juli 1911                 |
| Arnold von Bauer                             | 25. Juli 1911 bis 22. März 1914                     |
| Hans von Scheliha                            | 23. März 1914 bis 29. Oktober 1914                  |
| Richard Wellmann                             | 30. Oktober 1914 bis 26. Februar 1915               |
| Dietrich von Roeder                          | 27. Februar 1915 bis 7. Februar 1918                |
| Ernst von Radowitz                           | 8. Februar 1915 bis 4. Juli 1918                    |
| Max von Stockhausen                          | 5. Juli 1918 bis 3. Oktober 1918                    |
| Aelexander Siegener                          | 4. Oktober 1918 bis Kriegsende                      |
| Julius Ritter und Edler von Dawans           | 10. Januar 1919 bis 31. März 1919 (Demobilisierung) |